# Borgo San Frediano
Borgo San Frediano è una via situata Diladdarno, come si dice a Firenze, nel rione dove un tempo si trovavano le botteghe degli artigiani d'Oltrarno, e dove il vernacolo fiorentino ha avuto maggior diffusione. Vasco Pratolini ha dedicato a questo borgo un libro, Le ragazze di San Frediano.
Anticamente era la via di ingresso del traffico proveniente da Pisa e dal porto di Livorno.
In questa via e in piazza del Carmine c'erano la Chiesa e il Convento dedicati a San Frediano, costruiti prima del X secolo. Nel 1783 il Granduca Pietro Leopoldo soppresse chiesa e convento e aggregò l'una e l'altro alla Chiesa di San Frediano in Cestello.

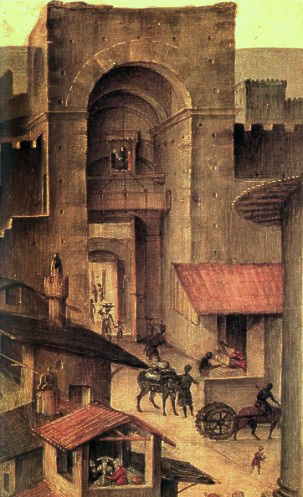
Porta San Frediano sullo sfondo della Pala Nerli

Fra l'Arno e il borgo San Frediano c'erano anche il convento, la chiesa e gli orti delle Monache dell'Arcangelo Raffaello, o Romite di Ponte, che abitarono il convento dal 1534 al 1749. Le Romite di Ponte nel XIV secolo si formarono in una cappella dedicata all'Arcangelo Raffaello, sull'antico ponte Rubaconte, il Ponte alle Grazie, poi si spostarono altrove. Nel 1845 il convento fu soppresso e i suoi locali passarono alla Manifattura dei Tabacchi, quindi ad una caserma e, nel 1895, ad abitazioni civili. La chiesa delle Romite di Ponte in Borgo San Frediano divenne uno studio di scultura, dove lavorò dal 1851 al 1887 lo scultore Pasquale Romanelli, del quale resta in questo luogo una lapide con medaglione. Oggi è sempre usato dai discendenti della famiglia Romanelli come atelier di scultura.
Al numero 10-12 si trova il palazzo Capponi della Croce Rossa. Al 45 di Borgo San Frediano si trovava lo storico Cinema Eolo, ora chiuso.
Dal borgo prende il nome anche l'omonima porta detta appunto Porta San Frediano, facente parte delle mura di Firenze raffigurata anche sullo sfondo di una celebre opera di Filippino Lippi conosciuta come Pala Nerli ospitata nella Basilica di Santo Spirito.
In un bar di questa strada fu fondata nel 1946 la società di calcio della Rondinella, alternativa alla più blasonata Fiorentina.